# Anthurium leuconeurum
Anthurium leuconeurum là một loài thực vật có hoa trong họ Ráy (Araceae). Loài này được Lem. miêu tả khoa học đầu tiên năm 1862.